# Xã Schuylkill, Quận Chester, Pennsylvania
Xã Schuylkill (tiếng Anh: Schuylkill Township) là một xã thuộc quận Chester, tiểu bang Pennsylvania, Hoa Kỳ. Năm 2010, dân số của xã này là 8.516 người.